# Epidryos
Epidryos es un pequeño género con tres especies de plantas herbáceas pertenecientes a la familia Rapateaceae. Es originario de Panamá a Sudamérica tropical.

## Especies deEpidryos
- Epidryos allenii
- Epidryos guayanensis
- Epidryos micrantherus